# Kilbin
Kilbin (Aglaoapis)  är ett släkte av bin som ingår i familjen buksamlarbin.

## Beskrivning
De ingående arterna är små, svarta bin (vissa arter kan ha röda partier) med gles behåring, som är ljus på huvud, mellankropp och på hårbanden på kanterna av tergiterna (bakkroppens ryggsegment). Käkarna är små, men labrum, även kallad överläppen, plattan som sitter just ovanför dem, är kraftig och betydligt längre än käkarna. Mellankroppens bakkant har tre spetsar. Släktet saknar gadd. Kroppslängden hos arterna varierar mellan 7 och 12 mm.

## Artlista
Arter i släktet enligt Catalogue of Life:
- Aglaoapis alata
- Aglaoapis brevipennis
- kilbi (Aglaoapis tridentata)

### Svenska och finska arter
I Sverige finns endast arten kilbi (A. tridentata), som är rödlistad som nära hotad (NT). Den fanns till nyligen även i Finland, men förklarades 2010 som nationellt utdöd (RE).

## Taxonomi
Släktet har relativt nyligen (2000) brutits ut ur släktet Dioxys, och det förekommer att det namnet fortfarande används.

## Utbredning
Släktet finns dels från Europa österut över Uralbergen och Kaukasus till västra Indien, dels i Sydafrika.

## Ekologi
De ingående arterna lever som boparasiter hos andra bin; kilbinas honor lägger sina ägg i värdhonornas bon, där kilbilarven lever av den insamlade näringen efter det värdägget eller -larven dödats. Drabbade släkten är andra buksamlarbin som bland annat tapetserarbin (Megachile) och gnagbin (Hoplitis).